# 로리 델랍
로리 존 델랍(Rory John Delap, 1976년 7월 6일 ~)은 미드필더로 뛰었던 아일랜드의 전 축구 선수로, 영국에서 태어나 아일랜드 축구국가대표팀에서 11경기 출전하였다. 드로인을 매우 잘 던지는 선수로 유명하다.
2013년 겨울이적시장에서 스토크 시티 FC에서 반즐리 FC로 임대되어 뛰었다.